# Steatoda connexa
Steatoda connexa är en spindelart som först beskrevs av O. Pickard-Cambridge 1904.  Steatoda connexa ingår i släktet vaxspindlar, och familjen klotspindlar. Inga underarter finns listade i Catalogue of Life.